# Rob Thornton
Robert „Rob” Thornton (ur. 17 lutego 1941 w Adelaide) – australijski żeglarz, olimpijczyk.
Reprezentował Australię w żeglarstwie na Letnich Igrzyskach Olimpijskich 1972, które odbyły się w Monachium, zajmując 19. miejsce.